# Odontopeltis discrepans
Odontopeltis discrepans är en mångfotingart som först beskrevs av Filippo Silvestri 1895.  Odontopeltis discrepans ingår i släktet Odontopeltis och familjen Chelodesmidae. Inga underarter finns listade i Catalogue of Life.